# غيوم دوبويتران
البارون غيوم دوبويتران (5 أكتوبر 1777 ـ 8 فبراير 1835) هو عالم تشريح وجرّاح عسكري فرنسي. اشتهر في زمنه بعد نجاحه في علاج مرض البواسير الذي كان يعاني منه نابليون بونابرت، لكن أشهر ما خلد اسمه هو وصفه لما سمي بتقفُّع دوبويتران (بالإنجليزية: Dupuytren's contracture)‏، الذي أجرى أول جراحة لعلاجه سنة 1831 ونشر بحثه عنه في دورية «ذا لانسيت» سنة 1834.

## الولادة والتعليم
ولد غيوم دوبويتران في بلدة بيير بافيير في مقاطعة فيين العليا حاليًا.
درس الطب في باريس في مدرسة الطب المنشأة حديثًا، وعين مشرحًا، بعد خضوعه لمنافسة، عندما كان يبلغ من العمر ثمانية عشر عامًا فقط. ركزت دراساته المبكرة على علم الأمراض التشريحي بشكل رئيسي. في عام 1803، حصل على منصب مساعد جراح في مستشفى للفقراء، أوتيل ديو، وفي عام 1811، أصبح أستاذ في الجراحة العملية بعد رفائيل بينفينو ساباتير. في عام 1816، حصل على منصب رئيس الجراحة السريرية، وأصبح كبير الجراحين في مستشفى أوتيل ديو، حيث شغل هذا المنصب حتى وفاته. دفن دوبويتران في مقبرة بير لاشيز.

## العمل
اعتاد دوبويتران زيارة مستشفى أوتيل ديو صباحًا ومساءً، وفي كل مرة، كان دوبويتران ينفذ العديد من العمليات الجراحية، ويلقي محاضرات لحشود كبيرة من الطلاب، ويقدم المشورة لمرضاه الخارجيين، ويؤدي الواجبات المترتبة على واحدة من أعظم عيادات العصر الحديث. جمع دوبويتران ثروة كبيرة بالاعتماد على نشاطه منقطع النظير. أورث الجزء الأكبر منها لابنته، مع خصم مبالغ كبيرة لصالح منحة الكرسي التشريحي لكلية الطب، وإنشاء مؤسسة خيرية للأطباء المكروبين. تتضمن أهم كتابات دوبويتران أطروحته حول فتحة الشرج الاصطناعية، وهي أطروحة طبق فيها المبادئ التي وضعها جون هنتر. تميز دوبويتران في عملياته بمهارته وبراعته واهتمامه الكبير بتحضير الموارد.
كان دوبويتران من أوائل الجراحين الذين نجحوا في تصريف خراج مخي عبر ثقب الجمجمة، وهي عملية جراحية يثقب فيها الجراح أو يحفر الجمجمة. استخدم دوبويتران هذه الطريقة أيضًا لعلاج النوبات الصرعية. ادعى بأنه أول من وصف الورم الميلانيني، وأن لينك سرق الفكرة من محاضراته. 
توفي دوبويتران في باريس، حيث أنشئ متحفًا باسمه بناءً على وصيته.
كان دوبويتران معلم لامع واختصاصي تشخيص فطن وجراح موهوب. من ناحية أخرى، اعتاد دوبويتران نقد الطلاب والزملاء الذين فشلوا في الارتقاء إلى مستوى معاييره المهنية الصارمة بشدة. أكسبه ذلك، إلى جانب رغبته بأن يكون الأفضل دائمًا وعلى الإطلاق، العديد من النقاد، ولم يكونوا جميعهم موضوعيين. وصفه جاك ليسفرانك بألقاب براقة، كقاطع طريق مستشفى أوتيل ديو مثلًا، بينما وصفه بيير فرانسوا بيرسي بعبارة: الأعلى مرتبةً بين الجراحين، والأدنى مرتبةً بين الرجال.

## في الأدب القصصي
- تشير شخصية الجراح ديسبلين، في قصة بلزاك القصيرة، قداس الملحد، إلى دوبويتران.
- ذكر نجاح دوبويتران في تصريف الخراج الدماغي في كتاب مدام بوفاري لجوستاف فلوبير: «ليس دوبويتران، على وشك فتح الخراج عبر طبقة دماغية سميكة». (الجزء الثاني- الفصل 11).
- ذكر دوبويتران أيضًا في رواية البؤساء من تأليف فكتور هوغو: «دخل دوبويتران وريكامير في نزاع في مدرج كلية الطب حول موضوع ألوهية يسوع المسيح، وهددا بعضهما البعض بالعنف».[9]
- ذكر في رواية الصليب الناري، وهي الرواية الخامسة لديانا غابالدون ضمن سلسلة الغريب، في الصفحات 1227-1229، عندما قارنت كلير معرفتها المستقبلية مع الملاحظات الطبية الحالية؛ إذ لم يولد البارون دوبويتران حينها بعد.
- تلقى ستيفن ماتورين من سلسلة أوبري ماتورين بعضًا من تدريبه الطبي في باريس، وأقر بأنه شارك دوبويتران بالتشريح خلال هذه الفترة من إقامته.[10]

## روابط خارجية
- غيوم دوبويتران على موقع الموسوعة البريطانية (الإنجليزية)